# Jimmy Johnsen
Jimmy Johnsen (30 de mayo de 1978) es un deportista danés que compitió en triatlón. Ganó dos medallas en el Campeonato Europeo de Triatlón de Larga Distancia en los años 2005 y 2010.

## Palmarés internacional
| Campeonato Europeo | Campeonato Europeo | Campeonato Europeo | Campeonato Europeo |
| Año                | Lugar              | Medalla            | Prueba             |
| ------------------ | ------------------ | ------------------ | ------------------ |
| 2005               | Säter (Suecia)     | Medalla de plata   | Individual         |
| 2010               | Vitoria (España)   | Medalla de bronce  | Individual         |